# Microdon clavicornis
Microdon clavicornis är en tvåvingeart som beskrevs av Sack 1926. Microdon clavicornis ingår i släktet myrblomflugor, och familjen blomflugor.
Artens utbredningsområde är Filippinerna. Inga underarter finns listade i Catalogue of Life.